# Cotana dubia
Cotana dubia är en fjärilsart som beskrevs av Bethune-Baker 1904. Cotana dubia ingår i släktet Cotana och familjen Eupterotidae. Inga underarter finns listade i Catalogue of Life.